# De schuur van Scheire
De schuur van Scheire is een Vlaams televisieprogramma van Bonka Circus dat vanaf 11 februari 2015 werd uitgezonden op de Vlaamse openbare zender Eén.
In dit wetenschapsprogramma ging Lieven Scheire op zoek naar de wetenschappelijke verklaring van dagelijkse bezigheden en dit telkens op een luchtige en humoristische toon. In elke aflevering werd telkens een bekende gast uitgenodigd.

## Afleveringen
| Datum            | Bekende gast(en)                  | Kijkcijfers |
| ---------------- | --------------------------------- | ----------- |
| 11 februari 2015 | Adil El Arbi                      | 805.425     |
| 18 februari 2015 | Freek Braeckman en Tomas De Soete | 806.315     |
| 25 februari 2015 | Sofie Lemaire                     | 672.667     |
| 4 maart 2015     | Ruth Beeckmans                    | 612.303     |
| 11 maart 2015    | Urbanus                           | 590.643     |
| 18 maart 2015    | Frank Deboosere                   | 606.771     |
| 25 maart 2015    | Maaike Cafmeyer                   | 629.569     |
| 1 april 2015     | Tom Lenaerts                      | 580.110     |
| 8 april 2015     | Kris Wauters                      | 515.132     |
| 15 april 2015    | Steven Van Herreweghe             | 441.128     |

## Wiki Wiki Challenge
In de uitzending van 25 februari 2015 lanceerde het programma de "Wiki Wiki Challenge". Het doel was van een bepaald artikel op Wikipedia in een zo min mogelijk aantal stappen naar een zeker ander artikel te komen, door enkel te klikken op blauwe links in een artikel.
Begin 2021 werd ditzelfde idee opnieuw gebruikt in de rubriek "Klikipedia" van het humaninterestprogramma Iedereen beroemd.